# Jindřich Zdík
Jindřich Zdík (en latin Henricus Sdiko), né vers 1080 et mort le 25 juin 1150 à Prague, est évêque d'Olomouc de 1126 à sa mort.

## Biographie
Il serait le fils du chroniqueur Cosmas de Prague et de sa femme Božetěcha. Zdík reçoit une solide formation à l'école cathédrale de Prague et étudie probablement aussi à l'étranger. Il est ordonné prêtre vers 1120 et effectue un pèlerinage en Terre sainte en 1123.

### Évêque d'Olomouc
Après la mort de l'évêque d'Olomouc Jean II, Jindřich Zdík est choisi comme successeur le 23 mars 1126. L'été de la même année, il est à Worms auprès de Lothaire de Supplinbourg pour y recevoir son investiture, l'ordination épiscopale est effectuée le 3 octobre par le métropolite Adalbert Ier.
De retour à Olomouc, Zdík fonde un scriptorium où sont rédigés des livres liturgiques, des traités de théologie et de droit, des sermons et des courriers. On y utilise des ouvrages que Zdík a rapporté de Jérusalem, d'Allemagne et d'Italie. Les archives épiscopales conservent des ouvrages qui témoignent de son rôle ecclésiastique, comme le Collectae seu Horae dit Breviarium Bohemicum, une collection de textes liturgiques destinés à la liturgie des Heures.
C'est pendant son épiscopat que son diocèse est réparti en six archidiaconés. Les archidiacres font partie du chapitre attaché à la cathédrale d'Olomouc et résident dans leurs châteaux respectifs. Zdík essaie d'améliorer la formation morale et religieuse du clergé et d'enrichir la bibliothèque épiscopale. En outre, il introduit dans le diocèse la réforme grégorienne et instaure un codex pour inventorier les biens de l'Église de Moravie. Il fait également bâtir une église à Blansko qui est située sur des terres appartenant à l'Église, ce qui entraîne un conflit avec le duc Vratislav de Brno.
Entre 1137 et 1138, il entreprend un nouveau pèlerinage en Palestine. Il y adopte la règle de l'ordre de Saint-Augustin et y confirme l'authenticité d'un morceau de la Sainte-Croix. En 1139, il prend part à Rome au deuxième concile du Latran, où est notamment déclaré invalide le mariage des prêtres.
Muni d'une autorisation pontificale datée du 31 janvier 1141, il part en mission d'évangélisation chez les Borusses, peuple païen, mais l'entreprise est un échec. En 1141 est achevée la cathédrale Saint-Venceslas d'Olomouc, dont les travaux avaient commencé en 1107 et que Zdík avait consacrée en 1130 après avoir reçu du duc morave Venceslas Henri la charge de poursuivre les travaux. Elle est désormais utilisée comme cathédrale en place de l'église Saint-Pierre. En même temps, avec l'accord préalable du métropolitain de Mayence, le siège de l'évêché de Saint-Pierre est transféré à Saint-Venceslas où est créé un chapitre de douze chanoines, Saint-Pierre en conservant quatre.
Au tournant des années 1141-1142 a lieu une révolte des seigneurs moraves de la famille des Přemyslides comprenant Othon III de Moravie, Vratislav de Brno et Conrad II de Znojmo, ainsi que des seigneurs de Bohême, contre Vladislav II, suzerain de Bohême. Zdík reste fidèle au prince et excommunie les insurgés. Il est alors chassé de son diocèse et participe à la bataille du Mont Vysoká en Bohême orientale, où Vladislav est vaincu. Alors que Vladislav et ses partisans vont demander protection auprès du roi romain Conrad III de Hohenstaufen à Francfort, Zdík part trouver de l'aide en Bavière. En mai 1142, il y consacre le chœur et l'église abbatiale du monastère de Windberg.
Après la défaite des insurgés qui échouent au siège de Prague, Vladislav II annexe définitivement la Moravie à la Bohême en 1144. L'évêque Zdík peut alors revenir à Olomouc où sa position est renforcée car les princes laïques et la noblesse morave ont perdu leurs prérogatives sur les biens de l'Église et sur les serfs relevant du diocèse
En 1147, il est chargé par le Pape d'accompagner les légats pontificaux en Palestine avec la deuxième Croisade pour aplanir les différends entre croisés français et allemands. Il doit également demander à Conrad de Hohenstaufen de participer à des entretiens sur la réunion des églises d'Occident et d'Orient qui se tiennent à Constantinople. Mais Zdík ne partira pas, étant aux côtés d'Albert Ier l'Ours et Henri le Lion lors de la croisade contre les Wendes.
Il meurt le 25 juin 1150 et est inhumé au monastère de Strahov qu'il a fondé en 1140. Du palais pontifical qu'il a fait bâtir subsiste la façade nord, pourvue de fenêtres de style roman.

## Ordres religieux

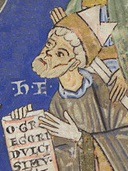
L'évêque Zdík représenté sur une gravure du bréviaire Horologium olomucense, XIIe siècle.

Zdík contribue à l'établissement d'ordres religieux en Bohême et en Moravie :
- Avec le consentement du duc Vladislav II et de l'évêque de Prague Otto, il fonde en 1142 à Sedlec l'abbaye de Waldsassen, le premier monastère cistercien de Sedlec.
- Avec le soutien de Vladislav II et de son épouse Gertrude de Babenberg, il fonde en 1143 le monastère de Strahov pour l'ordre des prémontrés.
- En 1145, il confie le monastère bénédictin de Litomyšl aux prémontrés.

## Sources
- (de) Cet article est partiellement ou en totalité issu de l’article de Wikipédia en allemand intitulé « Heinrich Zdik » (voir la liste des auteurs).
- (de) Jan Bistřický :  Studien zum Urkunden-, Brief- und Handschriftenwesen des Bischofs Heinrich Zdík von Olmütz, in: Archiv für Diplomatik, vol. 26, Cologne 1980, pp. 135–258
- (de) Miloslav Pojsl : Jindřich (Heinrich) Zdík, Bischof von Olmütz (1126–1150), in: Olomouc v době biskupa Jindřicha Zdíka. Olomouc 1996 (résumé, pp. 65–66)
- (de) Joachim Bahlcke u. a., Handbuch der historischen Stätten Böhmen und Mähren, Kröner-Verlag, Stuttgart 1998,  (ISBN 3-520-32901-8)
- (de) Ekkart Sauser : ZDIK, Heinrich, In: Biographisch-Bibliographisches Kirchenlexikon (BBKL). vol. 14, Bautz, Herzberg 1998,  (ISBN 3-88309-073-5)